# Velîki Lîpneahî, Semenivka
Velîki Lîpneahî (în ucraineană Великі Липняги) este localitatea de reședință a comunei Velîki Lîpneahî din raionul Semenivka, regiunea Poltava, Ucraina.

## Demografie
Componența lingvistică a localității Velîki Lîpneahî
     Ucraineană (96,89%)
     Rusă (2,07%)
     Alte limbi (0,78%)
Conform recensământului din 2001, majoritatea populației localității Velîki Lîpneahî era vorbitoare de ucraineană (96,89%), existând în minoritate și vorbitori de rusă (2,07%).